# Westerskirchen
Westerskirchen ist ein Gemeindeteil der Gemeinde Schalkham im niederbayerischen Landkreis Landshut.

## Geographie
Das Kirchdorf liegt zwei Kilometer südlich des Kernortes Schalkham.

## Geschichte
Westerskirchen war seit 1464 Sitz einer Obmannschaft als kleinste Verwaltungseinheit im ländlichen Raum des Herzogtums Bayern. Die katholische Filialkirche St. Michael, eine Saalkirche mit eingezogenem Chor und Westturm, ist ein barocker Bau des 17. Jahrhunderts. Westerskirchen kam bei der Gemeindebildung in Bayern 1818 zur Gemeinde Schalkham.

## Denkmalschutz
Die Kirche steht unter Denkmalschutz.